# 25019 Walentosky
A 25019 Walentosky (ideiglenes jelöléssel 1998 QO10) a Naprendszer kisbolygóövében található aszteroida. A LINEAR projekt keretében fedezték fel 1998. augusztus 17-én.